# وشهد شاهد من أهلها
«وَشَهِدَ شَاهِدٌ مِنْ أَهْلِهَا» هو تعبير تأكيدي وإثباتي في اللغة العربية مقتبس من القرآن الكريم. يُستعمل هذا التعبير لإضفاء الشرعية و التأكيد على حق ما في صراع تتداخل فيه مصالح أطراف مختلفة. نظرا أن كل طرف يدفع بمبرراته قصد كسب أكبر قدر من الشرعية، فإن استعمال شهادات الدعم مِمّن له صلة بالخصم يقوي نظرية أحد الأطراف المتخاصمة على حساب الأطراف الأخرى.

## أصل الكلمة
يرجع أصل الكلمة للقرآن الكريم في سورة يوسف الآية 26: ﴿قَالَ هِيَ رَاوَدَتْنِي عَنْ نَفْسِي وَشَهِدَ شَاهِدٌ مِنْ أَهْلِهَا إِنْ كَانَ قَمِيصُهُ قُدَّ مِنْ قُبُلٍ فَصَدَقَتْ وَهُوَ مِنَ الْكَاذِبِينَ ۝٢٦﴾ [يوسف:26]

## الاستعمال
لا يوجد تعبير شبيه ل«وشهد شاهد من أهلها» بنفس الحمولة المعنوية، متداول في بلاد العجم. يستعمل العربي المسلم هذا التعبير بحمولته الدينية القوية لإظهار السند لشرعية فكرة ما وللتأكيد أن الخصم (حتى وإن كان عربيا ومسلما) ليس متحدا في فكرته وسنده، بمعنى: حتى المقربون من الخصم لا يساندون تصوره أو مقاربته.

## في الأدب
لا يوجد أصل للتعبير في المعلقات الأدبية لعرب ما قبل الإسلام، بمعنى أن أول استعمال للتعبير قدم عبر نزول الوحي على النبي محمد سنة 620م

## هوامش
1. ↑  القرآن الكريم :>سورة يوسف :> الآية 26.